# Coupéville
Coupéville település Franciaországban, Marne megyében. Lakosainak száma 168 fő (2022. január 1.). Coupéville Le Fresne, Marson, Poix, Saint-Jean-sur-Moivre és Vanault-le-Châtel községekkel határos.

## Népesség
A település népességének változása:
| Lakosok száma | 190  | 175  | 168  | 143  | 189  | 170  | 161  | 164  | 165  | 168  |
|               | 1968 | 1982 | 1990 | 2006 | 2013 | 2015 | 2017 | 2019 | 2020 | 2022 |